# Partecipanti al Giro d'Italia 2024
Elenco dei partecipanti al Giro d'Italia 2024.
Il Giro d'Italia 2024 è stata la centosettesima edizione della corsa. Alla competizione presero parte 22 squadre: le diciotto iscritte all'UCI World Tour 2024 e le quattro squadre invitate, ovverosia la Team Polti Kometa, la VF Group-Bardiani CSF-Faizanè, l'Israel-Premier Tech e la Tudor Pro Cycling Team, tutte di categoria UCI ProTeam, ciascuna delle quali composta da otto corridori, per un totale di 176 ciclisti.

## Corridori per squadra
Nota: R ritirato, NP non partito, FT fuori tempo, SQ squalificato
| Ineos Grenadiers                | Ineos Grenadiers                | Ineos Grenadiers                | Groupama-FDJ              | Groupama-FDJ              | Groupama-FDJ              | Team Polti Kometa             | Team Polti Kometa             | Team Polti Kometa             |
| ------------------------------- | ------------------------------- | ------------------------------- | ------------------------- | ------------------------- | ------------------------- | ----------------------------- | ----------------------------- | ----------------------------- |
| 1                               | Geraint Thomas                  | 3°                              | 81                        | Laurence Pithie           | 103°                      | 161                           | Matteo Fabbro                 | 94°                           |
| 2                               | Thymen Arensman                 | 6°                              | 82                        | Lewis Askey               | 93°                       | 162                           | Davide Bais                   | 76°                           |
| 3                               | Tobias Foss                     | 79°                             | 83                        | Cyril Barthe              | 72°                       | 163                           | Mattia Bais                   | 61°                           |
| 4                               | Filippo Ganna                   | 101°                            | 84                        | Clément Davy              | R 15ª                     | 164                           | Giovanni Lonardi              | 128°                          |
| 5                               | Jhonatan Narváez                | 28°                             | 85                        | Lorenzo Germani           | 87°                       | 165                           | Mirco Maestri                 | 60°                           |
| 6                               | Magnus Sheffield                | 59°                             | 86                        | Olivier Le Gac            | 133°                      | 166                           | Francisco Muñoz               | 122°                          |
| 7                               | Ben Swift                       | 58°                             | 87                        | Fabian Lienhard           | 139°                      | 167                           | Andrea Pietrobon              | 109°                          |
| 8                               | Connor Swift                    | 83°                             | 88                        | Enzo Paleni               | 56°                       | 168                           | Davide Piganzoli              | 13°                           |
| D.S.: Zakkari Dempster          | D.S.: Zakkari Dempster          | D.S.: Zakkari Dempster          | D.S.: Frédéric Guesdon    | D.S.: Frédéric Guesdon    | D.S.: Frédéric Guesdon    | D.S.: Jesús Hernández         | D.S.: Jesús Hernández         | D.S.: Jesús Hernández         |
| Alpecin-Deceuninck              | Alpecin-Deceuninck              | Alpecin-Deceuninck              | Intermarché-Wanty         | Intermarché-Wanty         | Intermarché-Wanty         | Team Visma-Lease a Bike       | Team Visma-Lease a Bike       | Team Visma-Lease a Bike       |
| 11                              | Kaden Groves                    | 91°                             | 91                        | Biniam Girmay             | R 4ª                      | 171                           | Chris Laporte                 | NP 8ª                         |
| 12                              | Tobias Bayer                    | 96°                             | 92                        | Lilian Calmejane          | 42°                       | 172                           | Edoardo Affini                | 130°                          |
| 13                              | Nicola Conci                    | 23°                             | 93                        | Kevin Colleoni            | 98°                       | 173                           | Robert Gesink                 | NP 2ª                         |
| 14                              | Quinten Hermans                 | 53°                             | 94                        | Dries De Pooter           | 106°                      | 174                           | Olav Kooij                    | NP10ª                         |
| 15                              | Jimmy Janssens                  | 84°                             | 95                        | Madis Mihkels             | 112°                      | 175                           | Jan Tratnik                   | 34°                           |
| 16                              | Timo Kielich                    | 111°                            | 96                        | Adrien Petit              | R 5ª                      | 176                           | Cian Uijtdebroeks             | NP11ª                         |
| 17                              | Edward Planckaert               | 95°                             | 97                        | Dion Smith                | 89°                       | 177                           | Attila Valter                 | 22°                           |
| 18                              | Fabio Van Den Bossche           | 107°                            | 98                        | Roel van Sintmaartensdijk | 104°                      | 178                           | Tim van Dijke                 | 105°                          |
| D.S.: Gianni Meersman           | D.S.: Gianni Meersman           | D.S.: Gianni Meersman           | D.S.: Steven De Neef      | D.S.: Steven De Neef      | D.S.: Steven De Neef      | D.S.: Addy Engels             | D.S.: Addy Engels             | D.S.: Addy Engels             |
| Arkéa-B&B Hotels                | Arkéa-B&B Hotels                | Arkéa-B&B Hotels                | Israel-Premier Tech       | Israel-Premier Tech       | Israel-Premier Tech       | Tudor Pro Cycling Team        | Tudor Pro Cycling Team        | Tudor Pro Cycling Team        |
| 21                              | Jenthe Biermans                 | NP16ª                           | 101                       | Michael Woods             | NP 6ª                     | 181                           | Matteo Trentin                | 82°                           |
| 22                              | Louis Barré                     | NP11ª                           | 102                       | Simon Clarke              | 97°                       | 182                           | Alberto Dainese               | 116°                          |
| 23                              | Ewen Costiou                    | 90°                             | 103                       | Marco Frigo               | 44°                       | 183                           | Robin Froidevaux              | 136°                          |
| 24                              | David Dekker                    | R 17ª                           | 104                       | Hugo Hofstetter           | 126°                      | 184                           | Alexander Kamp                | 110°                          |
| 25                              | Donavan Grondin                 | 119°                            | 105                       | Riley Pickrell            | NP6ª                      | 185                           | Alexander Krieger             | R 9ª                          |
| 26                              | Michel Ries                     | 25°                             | 106                       | Nadav Raisberg            | NP 6ª                     | 186                           | Marius Mayrhofer              | NP10ª                         |
| 27                              | Alan Riou                       | 142°                            | 107                       | Nick Schultz              | NP19ª                     | 187                           | Michael Storer                | 10°                           |
| 28                              | Alessandro Verre                | 73°                             | 109                       | Ethan Vernon              | NP10ª                     | 188                           | Florian Stork                 | 74°                           |
| D.S.: Mickaël Leveau            | D.S.: Mickaël Leveau            | D.S.: Mickaël Leveau            | D.S.: René Andrle         | D.S.: René Andrle         | D.S.: René Andrle         | D.S.: Matteo Tosatto          | D.S.: Matteo Tosatto          | D.S.: Matteo Tosatto          |
| Astana Qazaqstan Team           | Astana Qazaqstan Team           | Astana Qazaqstan Team           | Lidl-Trek                 | Lidl-Trek                 | Lidl-Trek                 | UAE Team Emirates             | UAE Team Emirates             | UAE Team Emirates             |
| 31                              | Aleksej Lucenko                 | NP9ª                            | 111                       | Jonathan Milan            | 118°                      | 191                           | Tadej Pogačar                 | 1°                            |
| 32                              | Davide Ballerini                | 70°                             | 112                       | Andrea Bagioli            | 65°                       | 192                           | Rui Oliveira                  | 121°                          |
| 33                              | Lorenzo Fortunato               | 12°                             | 113                       | Simone Consonni           | 123°                      | 193                           | Mikkel Bjerg                  | 108°                          |
| 34                              | Max Kanter                      | NP 10ª                          | 114                       | Amanuel Gebreigzabhier    | 63°                       | 194                           | Felix Großschartner           | 31°                           |
| 35                              | Henok Mulubrhan                 | 47°                             | 115                       | Daan Hoole                | 132°                      | 195                           | Vegard Stake Laengen          | 75°                           |
| 36                              | Vadim Pronskij                  | NP15ª                           | 116                       | Juan Pedro López          | 39°                       | 196                           | Rafał Majka                   | 15°                           |
| 37                              | Christian Scaroni               | NP18ª                           | 117                       | Jasper Stuyven            | 92°                       | 197                           | Sebastián Molano              | 125°                          |
| 38                              | Simone Velasco                  | 32°                             | 118                       | Edward Theuns             | 113°                      | 198                           | Domen Novak                   | 67°                           |
| D.S.: Aleksandr Šefer           | D.S.: Aleksandr Šefer           | D.S.: Aleksandr Šefer           | D.S.: Grégory Rast        | D.S.: Grégory Rast        | D.S.: Grégory Rast        | D.S.: Fabio Baldato           | D.S.: Fabio Baldato           | D.S.: Fabio Baldato           |
| Bora-Hansgrohe                  | Bora-Hansgrohe                  | Bora-Hansgrohe                  | Movistar Team             | Movistar Team             | Movistar Team             | VF Group-Bardiani CSF-Faizanè | VF Group-Bardiani CSF-Faizanè | VF Group-Bardiani CSF-Faizanè |
| 41                              | Daniel Martínez                 | 2°                              | 121                       | Nairo Quintana            | 19°                       | 201                           | Domenico Pozzovivo            | 20°                           |
| 42                              | Giovanni Aleotti                | 41°                             | 122                       | William Barta             | 50°                       | 202                           | Luca Covili                   | 18°                           |
| 43                              | Patrick Gamper                  | 86°                             | 123                       | Davide Cimolai            | 134°                      | 203                           | Filippo Fiorelli              | 77°                           |
| 44                              | Jonas Koch                      | 100°                            | 124                       | Fernando Gaviria          | 137°                      | 204                           | Martin Marcellusi             | 99°                           |
| 45                              | Florian Lipowitz                | NP 6ª                           | 125                       | Lorenzo Milesi            | 85°                       | 205                           | Giulio Pellizzari             | 49°                           |
| 46                              | Ryan Mullen                     | 131°                            | 126                       | Einer Rubio               | 7°                        | 206                           | Manuele Tarozzi               | 41°                           |
| 47                              | Max Schachmann                  | 45°                             | 127                       | Pelayo Sánchez            | 40°                       | 207                           | Alessandro Tonelli            | 41°                           |
| 48                              | Danny van Poppel                | NP16ª                           | 128                       | Albert Torres             | 68°                       | 208                           | Enrico Zanoncello             | 124°                          |
| D.S.: Enrico Gasparotto         | D.S.: Enrico Gasparotto         | D.S.: Enrico Gasparotto         | D.S.: Maximilian Sciandri | D.S.: Maximilian Sciandri | D.S.: Maximilian Sciandri | D.S.: Alessandro Donati       | D.S.: Alessandro Donati       | D.S.: Alessandro Donati       |
| Cofidis                         | Cofidis                         | Cofidis                         | Soudal Quick-Step         | Soudal Quick-Step         | Soudal Quick-Step         | Bahrain Victorious            | Bahrain Victorious            | Bahrain Victorious            |
| 51                              | Stefano Oldani                  | NP 11ª                          | 131                       | Julian Alaphilippe        | 48°                       | 211                           | Antonio Tiberi                | 5°                            |
| 52                              | Stanisław Aniołkowski           | 129°                            | 132                       | Josef Černý               | 141°                      | 212                           | Rainer Kepplinger             | 64°                           |
| 53                              | Thomas Champion                 | 55°                             | 133                       | Jan Hirt                  | 8°                        | 213                           | Phil Bauhaus                  | NP14ª                         |
| 54                              | Nicolas Debeaumarché            | 114°                            | 134                       | Luke Lamperti             | 117°                      | 214                           | Damiano Caruso                | 17°                           |
| 55                              | Rubén Fernández                 | 54°                             | 135                       | Tim Merlier               | 138°                      | 215                           | Andrea Pasqualon              | 81°                           |
| 56                              | Simon Geschke                   | 14°                             | 136                       | Pieter Serry              | 78°                       | 216                           | Edoardo Zambanini             | 27°                           |
| 57                              | Benjamin Thomas                 | R 16ª                           | 137                       | Bert Van Lerberghe        | 135°                      | 217                           | Jasha Sütterlin               | 57°                           |
| 58                              | Harrison Wood                   | 66°                             | 138                       | Mauri Vansevenant         | 30°                       | 218                           | Torstein Træen                | R 4ª                          |
| D.S.: Roberto Damiani           | D.S.: Roberto Damiani           | D.S.: Roberto Damiani           | D.S.: Davide Bramati      | D.S.: Davide Bramati      | D.S.: Davide Bramati      | D.S.: Gorazd Štangelj         | D.S.: Gorazd Štangelj         | D.S.: Gorazd Štangelj         |
| Decathlon AG2R La Mondiale Team | Decathlon AG2R La Mondiale Team | Decathlon AG2R La Mondiale Team | Team DSM-Firmenich PostNL | Team DSM-Firmenich PostNL | Team DSM-Firmenich PostNL |                               |                               |                               |
| 61                              | Ben O'Connor                    | 4°                              | 141                       | Romain Bardet             | 9°                        |                               |                               |                               |
| 62                              | Alex Baudin                     | 21°                             | 142                       | Tobias Lund Andresen      | 140°                      |                               |                               |                               |
| 63                              | Aurélien Paret-Peintre          | 26°                             | 143                       | Chris Hamilton            | 36°                       |                               |                               |                               |
| 64                              | Valentin Paret-Peintre          | 16°                             | 144                       | Fabio Jakobsen            | NP12ª                     |                               |                               |                               |
| 65                              | Damien Touzé                    | 69°                             | 145                       | Gijs Leemreize            | 43°                       |                               |                               |                               |
| 66                              | Bastien Tronchon                | 88°                             | 146                       | Jul van den Berg          | R 16ª                     |                               |                               |                               |
| 67                              | Andrea Vendrame                 | 46°                             | 147                       | Kevin Vermaerke           | 29°                       |                               |                               |                               |
| 68                              | Lawrence Warbasse               | 37°                             | 148                       | Bram Welten               | NP 4ª                     |                               |                               |                               |
| D.S.: Cyril Dessel              | D.S.: Cyril Dessel              | D.S.: Cyril Dessel              | D.S.: Matthew Winston     | D.S.: Matthew Winston     | D.S.: Matthew Winston     |                               |                               |                               |
| EF Education-EasyPost           | EF Education-EasyPost           | EF Education-EasyPost           | Team Jayco AlUla          | Team Jayco AlUla          | Team Jayco AlUla          |                               |                               |                               |
| 71                              | Esteban Chaves                  | 35°                             | 151                       | Alessandro De Marchi      | 51°                       |                               |                               |                               |
| 72                              | Alexander Cepeda                | 71°                             | 152                       | Eddie Dunbar              | NP 3ª                     |                               |                               |                               |
| 73                              | Stefan de Bod                   | 80°                             | 153                       | Caleb Ewan                | 120°                      |                               |                               |                               |
| 74                              | Simon Carr                      | R 3ª                            | 154                       | Michael Hepburn           | 115°                      |                               |                               |                               |
| 75                              | Mikkel Honoré                   | 62°                             | 155                       | Luka Mezgec               | NP14ª                     |                               |                               |                               |
| 76                              | Andrea Piccolo                  | R 19ª                           | 156                       | Luke Plapp                | 52°                       |                               |                               |                               |
| 77                              | Georg Steinhauser               | 33°                             | 157                       | Max Walscheid             | 127°                      |                               |                               |                               |
| 78                              | Michael Valgren                 | 38°                             | 158                       | Filippo Zana              | 11°                       |                               |                               |                               |
| D.S.: Matti Breschel            | D.S.: Matti Breschel            | D.S.: Matti Breschel            | D.S.: David McPartland    | D.S.: David McPartland    | D.S.: David McPartland    |                               |                               |                               |

### Legenda
| Legenda          | Legenda | Legenda        | Legenda                                                  |
| ---------------- | --- | -------------- | -------------------------------------------------------- |
| Dorsale          | Dorsale di partenza del ciclista                                                                                                   | Posizione      | Posizione finale nella classifica generale               |
| Maglia rosa      | Indica il vincitore della classifica generale                                                                                      | Maglia azzurra | Indica il vincitore della classifica dei GPM             |
| Maglia ciclamino | Indica il vincitore della classifica a punti                                                                                       | Maglia bianca  | Indica il vincitore della classifica dei giovani         |
| NP               | Indica un ciclista che non è partito in una tappa la mattina                                                                       | R              | Indica un ciclista che si è ritirato in una tappa        |
| FTM              | Indica un ciclista che ha concluso una tappa fuori tempo massimo, ossia ha impiegato più tempo rispetto al tempo massimo stabilito | EX             | Corridore escluso per non aver rispettato il regolamento |

## Corridori per nazione
Le nazionalità rappresentate nella manifestazione sono 29; in tabella il numero dei ciclisti suddivisi per la propria nazione di appartenenza:
| Numero ciclisti | Nazione                                                                           |
| --------------- | --------------------------------------------------------------------------------- |
| 43              | Italia                                                                            |
| 22              | Francia                                                                           |
| 14              | Belgio                                                                            |
| 12              | Germania, Paesi Bassi                                                             |
| 9               | Australia                                                                         |
| 7               | Gran Bretagna                                                                     |
| 6               | Colombia                                                                          |
| 5               | Danimarca, Spagna, Stati Uniti                                                    |
| 4               | Austria, Slovenia                                                                 |
| 3               | Eritrea, Norvegia                                                                 |
| 2               | Canada, Ecuador, Irlanda, Kazakistan, Nuova Zelanda, Polonia, Rep. Ceca, Svizzera |
| 1               | Estonia, Israele, Lussemburgo, Portogallo, Sudafrica, Ungheria                    |

### Quadro d'insieme nazionalità e tappe
| Nazione       | Corridori partenti | Corridori arrivati | Tappe vinte                                                     |
| ------------- | ------------------ | ------------------ | --------------------------------------------------------------- |
| Australia     | 9                  | 8                  | -                                                               |
| Austria       | 4                  | 4                  | -                                                               |
| Belgio        | 14                 | 12                 | 3 (3 Tim Merlier)                                               |
| Canada        | 2                  | 0                  | -                                                               |
| Colombia      | 6                  | 6                  | -                                                               |
| Danimarca     | 5                  | 5                  | -                                                               |
| Ecuador       | 2                  | 2                  | 1 (Jhonatan Narváez)                                            |
| Eritrea       | 3                  | 2                  | -                                                               |
| Estonia       | 1                  | 1                  | -                                                               |
| Francia       | 22                 | 17                 | 3 (Benjamin Thomas, Valentin Paret-Peintre, Julian Alaphilippe) |
| Germania      | 12                 | 7                  | 1 (Georg Steinhauser)                                           |
| Gran Bretagna | 7                  | 5                  | -                                                               |
| Irlanda       | 2                  | 1                  | -                                                               |
| Israele       | 1                  | 0                  | -                                                               |
| Italia        | 43                 | 40                 | 5 (3 Jonathan Milan, Filippo Ganna, Andrea Vendrame)            |
| Kazakistan    | 2                  | 0                  | -                                                               |
| Lussemburgo   | 1                  | 1                  | -                                                               |
| Norvegia      | 3                  | 2                  | -                                                               |
| Nuova Zelanda | 2                  | 2                  | -                                                               |
| Paesi Bassi   | 12                 | 5                  | 1 (Olav Kooij)                                                  |
| Polonia       | 2                  | 2                  | -                                                               |
| Portogallo    | 1                  | 1                  | -                                                               |
| Rep. Ceca     | 2                  | 2                  | -                                                               |
| Slovenia      | 4                  | 3                  | 6 (6 Tadej Pogačar)                                             |
| Spagna        | 5                  | 5                  | 1 (Pelayo Sánchez)                                              |
| Sudafrica     | 1                  | 1                  | -                                                               |
| Svizzera      | 2                  | 2                  | -                                                               |
| Stati Uniti   | 5                  | 5                  | -                                                               |
| Ungheria      | 1                  | 1                  | -                                                               |
| Totale        | 176                | 142                | 21                                                              |